# Stanislas Bizot
Pour les articles homonymes, voir Bizot.
Stanislas Bizot, né le 22 décembre 1879 à Nice et mort le 2 juin 1950 à Paris, était un joueur de dames français devenu champion du monde.
Il débuta ce jeu en 1901, il était surnommé le piégeur en raison de son goût pour les chausse-trappes.

## Coup Bizot
Il a donné son nom, depuis 1911, à un piège de début de partie intervenant au quatrième temps après l'ouverture réaliste 1. 33-28 (17-21) 2. 31-27 (12-17) 3. 37-31 (21-26) si les Blancs, pensant gagner du matériel, jouent 4. 27-21? Les Noirs répondent (26x37) 5. 21x23 (11-17) 6. 42x31 (17-22) 7. 28x17 (19x26) et le pion blanc 17 est perdu.

## La finesse Bizot
Une autre combinaison du maître fut appelée en 1948 « finesse Bizot » par le champion du monde néerlandais Piet Roozenburg. Cependant, depuis 1955, ce coup est davantage connu sous le nom de mosenslag.

## Palmarès
- Grand maître international;
- Champion du monde de dames en 1925 (à Paris, 2e Marius Fabre);
- Vice-champion du monde de dames en 1926 (à Paris, vainqueur M.Fabre), et 1931 (à Paris).